# Карпенко, Виктор Степанович
Виктор Степанович Карпенко (28 октября 1923, Ивановка — 21 сентября 2003) — советский и украинский уролог, доктор медицинских наук, профессор.

## Биография
Родился 28 октября 1923 года в селе Ивановке (теперь Ставищенского района по Киевской области) в крестьянской семье. Затем семья переехала на Донбасс, где он в 1941 году окончил среднюю школу.
Во время Великой Отечественной войны пошел добровольцем в Красную армию и был направлен на обучение на первый курс в Военно-медицинскую академию в Куйбышев, а в 1942 году, после второго курса, был переведен в Киевское военно-медицинское училище, эвакуированное на Урал. В августе 1943 года во время Курской битвы стал фельдшером танкового батальона Кантемировской дивизии. Принимал участие в отвоевывании Украины, был трижды ранен, награжден боевыми наградами.
В 1945 году был зачислен на третий курс Донецкого медицинского института, который окончил в 1948 году. Три года был главным врачом и хирургом шахтерской больнице городе Торезе Донецкой области. С 1952 по 1968 год работал в клинике факультетской хирургии Донецкого медицинского института, заведовал кафедрой хирургии. Был учеником хирурга Каро Овнатаняна.
В 1957 году защитил кандидатскую диссертацию. Разработанный им разрез Овнатаняна—Карпенко широко используется урологами при операциях на тазовом отделе мочеточника, мочевом пузыре и предстательной железе. В 1961-1968 годах создал и возглавил кардиохирургию в Донбассе. В 1968 году защитил докторскую диссертацию.
В 1969 году назначен директором Киевского научно-исследовательского института урологии и нефрологии МЗ Украины. В 1969-1987 годах был главным урологом Минздрава УССР, в 1969-1996 годах — возглавлял также Клинику пластической урологии.
Умер 21 сентября 2003 года. Похоронен в Киеве на Байковом кладбище (участок № 33).

## Научная и общественная деятельность
Автор более 300 печатных научных трудов, в том числе 11 монографий, а также книг мемуаров «55 лет в хирургии» (2002) и «60 лет в хирургии» (2003).
Со своими сотрудниками описал новую болезнь — склероз предстательной железы, изучил ее клинику, разработал диагностику и предложил эффективное хирургическое лечение, которого не существовало ранее для этой категории больных.
Был членом Международного и Европейского обществ урологов, почетным членом научных обществ урологов России, Беларуси и медицинского Общества Пуркине (Прага), членом научного совета по трансплантологии и искусственных органов при президиуме Российской академии медицинских наук, заместителем председателя бюро научного совета «Урология и оперативная нефрология» АМН СССР.

## Награды
Заслуженный деятель науки УССР, лауреат Государственной премии УССР в области науки и техники (1983, за цикл работ «Обоснование, комплексная разработка и внедрение в широкую медицинскую практику методов диагностики, лечения и профилактики заболеваний предстательной железы — простатита, склероза, аденомы»).
Награжден орденами Красной Звезды, Отечественной войны II степени, Трудового Красного Знамени, Отечественной войны I степени, Ленина.